# Jean-Théodore de Bavière
Johann Theodor von Bayern, connu en français sous le nom de Jean-Théodore de Bavière, né le 3 septembre 1703 à Munich et mort le 27 janvier 1763  à Liège, est un cardinal allemand du XVIIIe siècle, qui fut évêque de Ratisbonne, puis 95e prince-évêque de Liège de 1744 à 1763.

## Biographie
Plus jeune fils survivant de l'électeur Maximilien II de Bavière et de Thérèse-Cunégonde Sobieska, Jean-Théodore de Bavière est d'abord élu évêque de Ratisbonne dès 1719, puis de Freising en 1727, il est membre du chapitre cathédral de Liège depuis 1738.
À la faveur de la guerre de succession d'Autriche, son frère aîné l'électeur de Bavière Charles-Albert, soutenu par la France, est élu empereur en 1742. La Bavière est envahie par les troupes autrichiennes. L'empereur Charles VII meurt en 1745 mais son successeur se refuse à briguer la succession impériale.

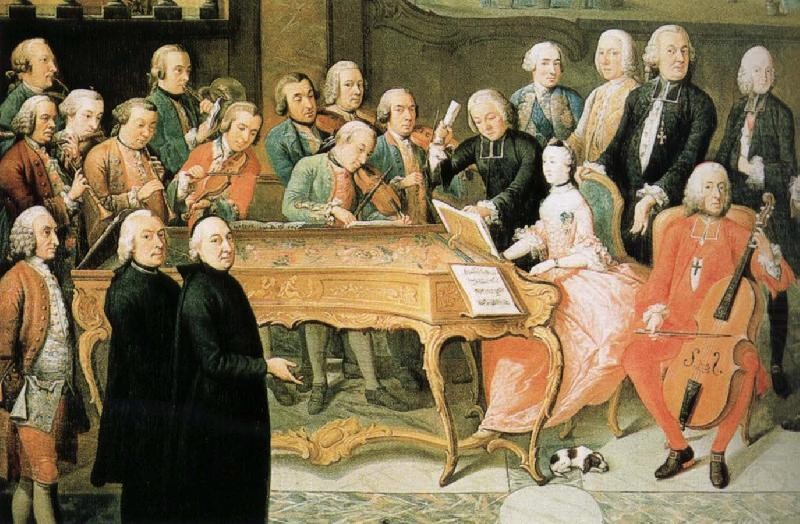
Jean-Théodore de Bavière jouant du violoncelle à Liège

Le prince Jean-Théodore accède à la dignité épiscopale en 1744. Il sera le dernier représentant de la famille Wittelsbach à occuper le siège épiscopal de Liège. En 1743, il avait été créé cardinal in pectore par le pape Benoît XIV et publié en 1746 avec le titre de cardinal-prêtre de San Lorenzo in Panisperna. La bataille de Rocourt se tient la même année dans le cadre de la guerre de Succession d'Autriche.
Sur le plan personnel, il mènera la vie d'un grand seigneur : grand chasseur, épris de musique (il pratiquait le violoncelle) et de théâtre, il tiendra une cour brillante à Liège. Bon vivant, dépensier et aimant les femmes (malgré son statut de cardinal), il saura se faire aimer de la population principautaire.
Asthmatique et tuberculeux, il cède aux conseils de son médecin, le Munichois Steppler, qui prétend que le chauffage de houille est à l'origine de sa maladie. Fuyant les émanations sulfureuses de Liège, il séjournera régulièrement à Munich ce qui ne l'empêchera pas de venir s'éteindre en sa cité de ces mêmes maux.
Il est enterré dans la cathédrale Saint-Lambert de Liège tandis que son cœur est placé dans la chapelle de la Grâce du sanctuaire de Notre-Dame d'Altötting.

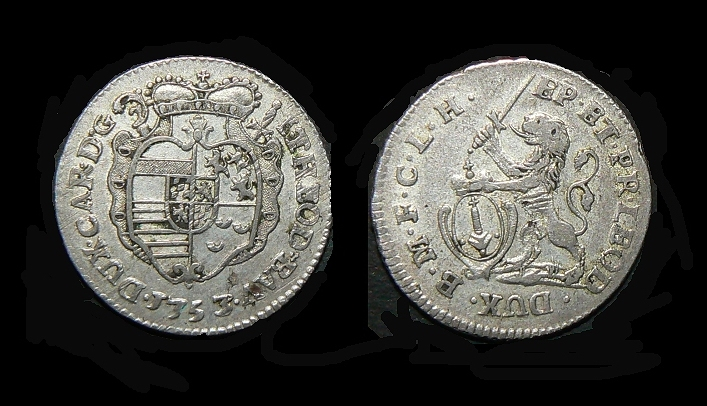
Liège, double escalin d'argent de Jean-Théodore de Bavière.

### Sources et bibliographie
- Joseph Daris, Histoire du diocèse et de la principauté de Liége (1724-1852), t. I, Liège, Ve Verhoven-Debeur, 1868, 442 p. (lire en ligne), « La principauté et le diocèse sous Jean-Théodore de Bavière », p. 137-205
- Joseph Falise, « Jean-Théodore de Bavière, prince-évêque et cardinal. », Bulletin de la société royale Le Vieux-Liège, t. II, no 56,‎ 1939, p. 401-402 (ISSN 0776-1694)
- A. de Bryun, Anciennes houillères de la région liégeoises, Liège, Dricot, 1988 (ISBN 2-87095-056-X)
- C. Quoilin, « La politique extérieure liégeoise sous l'épiscopat de Jean-Théodore de Bavière (1744-1763) », Annuaire d'Histoire Liégeoise, t. 33,‎ 2004, p. 39-239
- Daniel Jozic (thèse de doctorat en histoire [inédit]), Liège sous la crosse d’un Wittelsbach. Contribution à l’histoire politique et diplomatique de la Principauté de Liège durant les douze premières années du règne de Jean-Théodore de Bavière (1744-1755), Université de Liège, 2006-2007
- Daniel Jozic, « L'élection et l’avènement de Jean-Théodore de Bavière au trône de Saint-Lambert (1743-1744) », Bulletin de l'institut archéologique liégeois, Liège, t. CXIV,‎ 2005-2009, p. 213-286 (ISSN 0776-1260, lire en ligne)
- Daniel Jozic, « Les premiers pas de Jean-Théodore de Bavière à la tête de la principauté de Liège », Bulletin de l'institut archéologique liégeois, Liège, t. CXVI,‎ 2012, p. 65-184 (ISSN 0776-1260)